# Нортон, Джо
Джо́зеф Па́трик Но́ртон (англ. Joseph Patrick Norton; 1 января 1891, Стони Стэнтон, Лестер — 1963, по другой версии 1972), более известный как Джо Нортон (англ. Joe Norton) — английский футболист, выступавший на позиции левого крайнего нападающего.

## Футбольная карьера
Начал футбольную карьеру в любительской команде «Лестер Империал». В июне 1910 года перешёл в «Стокпорт Каунти», выступавший во Втором дивизионе. Дебютировал за «Стокпорт» 28 октября 1911 года в матче против «Барнсли». Сыграв за команду 8 матчей, перешёл в клуб «Атерстон Таун», а затем в «Нанитон Таун».
В январе 1913 года перешёл в «Манчестер Юнайтед» в качестве игрока молодёжной команды, а в декабре 1913 года подписал с клубом профессиональный контракт. Дебютировал в основном составе 24 января 1914 года в матче Первого дивизиона против «Олдем Атлетик», завершившимся вничью 2:2. В сезоне 1913/14 сыграл за «Юнайтед» 8 матчей. Следующий сезон стал для Нортона более удачным: он сыграл за команду 29 матчей, в которых забил 3 гола. В том сезоне главный тренер «Юнайтед» Джек Робсон отдавал предпочтение более молодому Нортону, а не другому левому крайнему нападающему Джорджу Уоллу. После завершения сезона все официальные футбольные турниры в Англии были приостановлены в связи с войной.
Во время войны играл за «Ноттингем Форест» и «Лестер Фосс» в военной лиге.
После возобновления официальных соревнований вернулся в «Манчестер Юнайтед», но за команду больше не сыграл. В общей сложности провёл за «Юнайтед» 37 матчей и забил 3 гола. В июле 1919 года был продан в «Лестер Сити» за 100 фунтов.
Летом 1920 года перешёл в «Бристоль Роверс». 1 сентября 1920 года забил первый в истории «Бристоль Роверс» гол в Футбольной лиге в матче против «Ньюпорт Каунти». Провёл в команде два сезона, после чего перешёл в «Суиндон Таун». В дальнейшем играл за «Кеттеринг», «Атерстон Таун», «Хинкли Таун» и «Эшби Таун», после чего завершил футбольную карьеру.

## Участие в войне
Рядовой 4964 Нортон был призван в полк Лестершира в середине сезона 1914/15, а впоследствии был включён в батальон 1/4, который высадился во Франции 3 марта 1915 года. Рядовой Нортон продолжал играть футбол во время службы в армии и был игроком сильной команды 46-й (Северный Мидленд) дивизиональной команды, которая не проиграла ни одного матча за пределами Британских островов во время войны. В 1919 году рядовой Нортон был демобилизован и продолжил карьеру профессионального футболиста.